# Leporinus venerei
Leporinus venerei é uma espécie de peixe da família dos Anostomídeos e da ordem dos caraciformes. Os machos podem alcançar 13,6 cm de comprimento. Possuem 34-35 vértebras. Vivem em zonas de clima tropical, na América do Sul, na bacia do rio Araguaia, no Brasil.